# Dansa persa

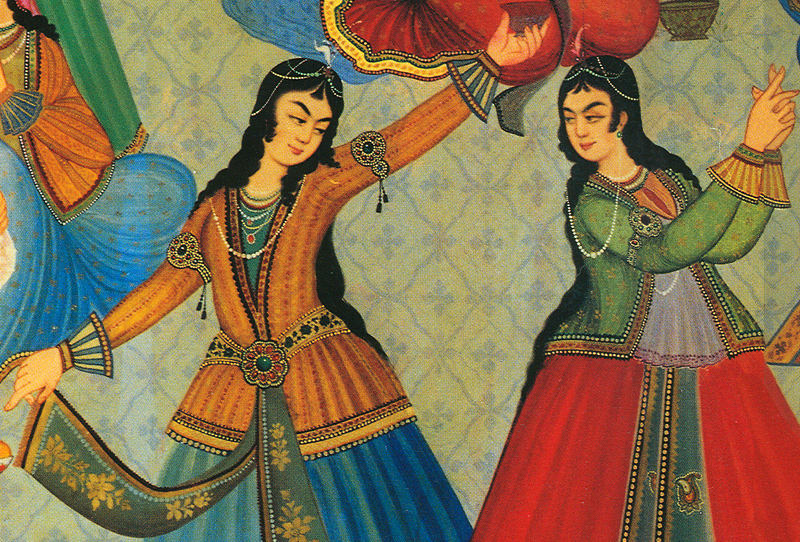
Ací, dones perses del ballen en una cerimònia de l'Iran

La dansa persa o iraniana (en persa: رقص ایرانی) es refereix als estils de dansa nadiua de l'Iran. Els gèneres en varien depenent de l'àrea, de la cultura i de la llengua de la població local, des de reconstruccions sofisticades de balls refinats de cort fins a balls folklòrics enèrgics. La població de l'Iran inclou molts grups ètnics, com ara kurds, àzeris, turcs, jueus, armenis, georgians, i nombrosos grups tribals iranians. Cada grup, zona i època històrica té estils de ball específics. Raghs (també escrit raqs) és la paraula àrab per a dansa, i s'empra quasi exclusivament per a la dansa persa, ja que la paraula persa per a dansa, "paykubi", no és més comuna. En àzeri s'empra reqs i en kurd "halperke".

## Història
La dansa persa més antiga investigada és un ball ritual en honor de Mitra, en què se sacrifica un toro. Aquest culte també fou practicat en l'Imperi romà. Aquest ball persa fou investigat de manera significativa per l'historiador grec Heròdot, en el seu Llibre IX (Calliope), en el qual descriu la història dels imperis asiàtics i de les guerres perses fins al 478 ae. L'antiga Pèrsia fou ocupada per potències estrangeres: primer els grecs, després els àrabs i després els mongols. Al llarg d'aquests canvis, hi hagué una lenta desaparició de les tradicions del ball i del patrimoni.
Després de la caiguda de l'Imperi persa, quan el país fou arrasat, moltes dones i xiquetes iranianes foren esclavitzades pels conqueridors, moltes vegades forçades a l'esclavitud sexual i forçades a ballar eròticament per als nous governants. La prohibició religiosa de ballar a l'Iran comença amb la propagació de l'islam, però d'ençà de la revolució iraniana del 1979, la dansa deixà de ser permesa a causa de la freqüent barreja de sexes. La companyia nacional de dansa iraniana es va separar i els seus membres van emigrar a diferents països. Moltes ballarines perses s'han format en la diàspora.

## Gèneres de ball
Iran té quatre categories de dansa: balls de línia o corrent, ball d'improvisació individual, balls de guerra o de combat i balls rituals o espirituals.
- Les danses en línia o en corda s'anomenen segons la regió o grups ètnics amb què s'associen.
- El ball d'improvisació individual generalment inclou influències dels safàvides i Qajar Court Dance. Moltes vegades són balls improvisats i empren moviments delicats i elegants de mans i braços, com ara cercles de canell.
- Els balls de guerra o combat imiten el combat o ajuden a entrenar el guerrer. El zurkhaneh, un gimnàs tradicional d'estil persa anomenat "Casa de Força" i els seus moviments d'entrenament de lluita ritualitzats són coneguts com una espècie de ball anomenat "Raghs-i-Pa", però també es pot considerar un art marcial.[5]
- Les danses rituals o espirituals, moltes vegades sufis, són conegudes com "sama" i també un tipus de "zikr" (música religiosa). Hi ha diversos tipus de ball de tràngol per a pràctiques de cura a l'Iran i a les àrees circumdants, com ara el "le'b guati" dels balutxis de l'Iran de l'est, que es fa per deslliurar una persona posseïda per un esperit i s'assembla a un exorcisme. Hi ha un terme en balutxi, "gowati", aplicat a pacients psicològicament malalts -posseïts pel vent- que es recuperen gràcies a la cura musical.[6]